# Terence Cooke
Terence Cooke (Nueva York, 1 de marzo de 1921-Nueva York, 6 de octubre de 1983) fue un cardenal estadounidense.
Nació en Nueva York, ingresó al seminario "St. Joseph's Seminary", Dunwoodie en 1940.

## Sacerdocio
Fue ordenado sacerdote el 1 de diciembre de 1945. 

## Episcopado

### Obispo Auxiliar de Nueva York
El 15 de septiembre de 1965, el Papa Pablo VI lo nombró Obispo titular de Summa y Obispo Auxiliar de la Arquidiócesis de Nueva York.
Recibió la Ordenación Episcopal el 13 de diciembre, por el Cardenal Francis Spellman, con los Arzobispos Joseph McGucken y John Maguire sirviendo como co-consagrantes. 

### Arzobispo de Nueva York
El 2 de marzo de 1968, el Papa Pablo VI lo nombró X arzobispo metropolitano de la Arquidiócesis de Nueva York.
El 4 de abril de 1968, el Pablo VI lo nombró Vicariato apostólico del Ordinariato Militar para Estados Unidos, manteniendo su título de arzobispo de Nueva York.

## Cardenalato
Designado Cardenal el 28 de abril de 1969, participó en los cónclaves  de 1978 en los que fueron elegidos los papas Juan Pablo I y Juan Pablo II respectivamente  y ejerció como arzobispo hasta su muerte, producto de un cáncer. 
Está sepultado en un cripta bajo el altar de la catedral St. Patrick's Cathedral. 

### Siervo de Dios
La causa para su canonización se encuentra actualmente en proceso. 
En 1992 fue nombrado Siervo de Dios.